# 吳宏基
吳宏基先生，中國雲南省政協委員，現任香港福建中學觀塘分校校長，為在港閩藉華人，早年曾任職物理科老師。2015年成為福建中學校長。